# انتخابات قانون‌گذاری قزاقستان (۲۰۲۱)
انتخابات قانون‌گذاری قزاقستان (انگلیسی: 2021 Kazakh legislative election) در دهم ژانویه ۲۰۲۱ برای انتخاب اعضای مجلس برگزار شد. این هشتمین انتخابات قانونگذاری از زمان استقلال قزاقستان است که به‌طور همزمان با انتخابات محلی ۲۰۲۱ برگزار گردید. اگرچه بسیاری از ناظران بین‌المللی براین باورند که هیچ‌کدام از انتخابات برگزار شده تا کنون آزاد و عادلانه نبوده است. بعد از انتخابات ۲۰۰۴، این اولین انتخاباتی بود که در دوران ریاست قاسم جومارت توقایف برگزار شد. این انتخابات مطابق برنامه به‌طور زودرس بعد از انحلال مجلس برگزار گردید.
نتیجه انتخابات پیروزی نور اوتان حزب حاکم بود که ۷۱٫۱٪ آرا را به دست آورد، اما با از دست دادن ۸ کرسی و ۱۱٫۱٪ آرا نسبت به انتخابات گذشته کاهش رای داشت، این درحالیست که در سال ۲۰۱۲ وضعیت بدتری را تجربه کرده بود زیرا دو حزب مخالف یعنی حزب دمکراتیک آک ژول و حزب خلق قزاقستان در مجلسی از وضعیت بهتری برخوردار بودند و اک ژول تا ۵ کرسی و حزب خلق ۳ کرسی به دست آوردند. علی‌رغم برخی انتظارات، سایر احزاب رقیب طرفدار دولت نتوانستند به آستانه بارم ۷ درصدی انتخابات برسند، بنابراین از راهیابی به پارلمان محروم شدند.

## تاریخچه

### ریاست جمهوری و اصلاحات توکایف
پس از انتخابات قانون‌گذاری قزاقستان (۲۰۲۱)، حزب حاکم نور اوتان کنترل خود را بر مجلس حفظ کرده است. پس از استعفای نظربایف در ۲۰مارس ۲۰۱۹ و انتخابات زودهنگام ریاست جمهوری که در ۹ ژوئن ۲۰۱۹برگزار شد، رئیس‌جمهور تازه انتخاب شده کسیم-جومارت توکایف در مراسم تحلیف خود در ۱۲ ژوئن قول ادامه سیاست‌های نظربایف در توسعه کشور و اصلاحات اجتماعی و اقتصادی را داد. نظربایف علی‌رغم استعفا از سمت خود همچنان عنوان "الباسی" ("رهبر ملت") را حفظ کرده است، او به عنوان رئیس مادام العمر شورای امنیت قزاقستان موقعیت خود را حفظ کرد و علاوه بر این رئیس نور اوتان و عضو شورای قانون اساسی است، این در حالیست که دختر ارشد وی داریگا نظربایف دومین خط جانشینی پس از رئیس‌جمهور در این کشور را دنبال کرده و عنوان رئیس مجلس سنا را عهده‌دار شده است. بسیاری از تحلیلگران ریاست جمهوری توکایف را موقتی می‌دانستند آنچنانکه وی زمینه را برای انتقال قدرت به نورسلطان نظربایف فراهم می‌کنند.

## نظر سنجی
در نظرسنجی صورت گرفته در سراسر کشور حزب حاکم نور اوتان با اختلاف قابل توجهی نسبت به بقیه جلوتر است و محبوبیتش به نسبت اکتبر ۲۰۲۰ ۷۵–۷۷٪ کاهش را نشان می‌دهد. حزب میهنی دموکراتیک خلق اویل در جایگاه دوم قرار گرفت اما سرانجام رهبری آن ساقط شد و حزب دموکراتیک آک ژول جایگزین گردید. برخی حدس می‌زدند که حزب آدال در نظرسنجی‌ها دست کم گرفته شده است، زیرا برخلاف سایر احزاب در شبکه‌های اجتماعی فعالیت گسترده‌ای کرده بود که یک رقیب احتمالی برای آک ژول است.
چندین وبلاگ نویس و فعال قزاقستانی که در طول انتخابات نظرسنجی مستقلی را در شبکه‌های اجتماعی انجام می‌دادند، از سوی دادستان کل قزاقستان به دلیل عدم ثبت رسمی، تهدید به جریمه نقدی شدند.
| Date            | Poll source                                            | NO     | AJ    | QHP   | AUYL  | ADAL  | JSDP | Lead   |
| --------------- | ------------------------------------------------------ | ------ | ----- | ----- | ----- | ----- | ---- | ------ |
| Date            | Poll source                                            |        |       |       |       |       |      | Lead   |
| 10 January 2021 | 2021 results                                           | TBA    | TBA   | TBA   | TBA   | TBA   | –    | TBA    |
| ۴ ژانویه ۲۰۲۱   | IEI                                                    | ۶۹٫۵٪  | ۱۰٫۴٪ | ۸٫۱٪  | ۴٫۵٪  | ۳٫۱٪  | –    | ۵۹٫۱٪  |
| ۴ ژانویه ۲۰۲۱   | Astana Zertteu                                         | ۷۳٫۷٪  | ۶٫۸٪  | ۶٫۴٪  | ۴٫۱٪  | ۳٫۴٪  | –    | ۶۶٫۹٪  |
| ۳۱ دسامبر ۲۰۲۰  | Nur.kz                                                 | ۷۳٫۸٪  | ۵٫۷٪  | ۵٫۱٪  | ۴٫۱٪  | ۲٫۲٪  | –    | ۶۸٫۱٪  |
| ۲۵ دسامبر ۲۰۲۰  | Astana Zertteu                                         | ۷۴٫۲٪  | ۵٫۲٪  | ۴٫۴٪  | ۶٪    | ۲٫۵٪  | –    | ۶۸٫۲٪  |
| ۹ دسامبر ۲۰۲۰   | PORI بایگانی‌شده در ۱۱ ژانویه ۲۰۲۱ توسط Wayback Machine | ۷۲٫۵٪  | ۵٫۵٪  | ۴٫۷٪  | ۳٪    | ۲٫۵٪  | –    | ۷۷٪    |
| ۳۰ نوامبر ۲۰۲۰  | IEI بایگانی‌شده در ۱۱ ژانویه ۲۰۲۱ توسط Wayback Machine  | ۷۲٫۳٪  | ۲٪    | ۳٫۳٪  | ۵٪    | ۱٫۴٪  | ۱٫۶٪ | ۷۷٫۳٪  |
| ۱۲ نوامبر ۲۰۲۰  | PORI بایگانی‌شده در ۱۱ ژانویه ۲۰۲۱ توسط Wayback Machine | ۷۲٫۱٪  | ۲٫۹٪  | ۲٫۷٪  | ۵٫۱٪  | ۱٫۹٪  | ۲٫۳٪ | ۷۷٪    |
| 20 March 2016   | 2016 Results                                           | ۸۲٫۲۰٪ | ۷٫۱۸٪ | ۷٫۱۴٪ | ۲٫۰۱٪ | ۰٫۲۹٪ | ۱٫۸٪ | ۷۵٫۰۲٪ |

## نتایج
نور اوتان حزب حاکم، علی‌رغم از دست دادن ۸ کرسی و ۱۱ و یک دهم درصد کاهش در کل آرا، اکثریت را حفظ کرد و ۷۶کرسی مجلس را به د ست آورد. دو حزب کوچک، حزب دموکرات آک ژول و حزب خلق قزاقستان، حضور خود را در مازیلی‌ها حفظ کردند و درصد بیشتری از آرا و همچنین کرسی‌های نور اوتان را تصاحب کردند، نور اوتان معمولاً به کمتر از هفت درصد آرا برای ورود به پارلمان نیاز دارد. ارموخامت ارتیسبایف مقام قزاقستانی و دستیار سابق نظربایف در مصاحبه ای پیش‌بینی کرد که احزاب کوچک به دلیل علاقه مقامات قزاقستان به حفظ مخالفت در پارلمان، کرسی‌های خود را به دست آورند. در پاسخ به عملکرد نور اوتان، مارات شیبوتوف، دانشمند علوم سیاسی براین عقیده است که ابتکار عمل مخالفان برای تحریم انتخابات و خراب کردن آرای تقلبی توسط سایر احزاب باعث می‌شود حزب نور اوتان حمایت جذب کند. به گفته گازیز ابیشف، دانشمند علوم سیاسی، این انتخابات به حزب آک ژول آرای کافی داد تا به عنوان اصلی‌ترین اپوزیسیون اصلی مجلس شناخته شود، این حزب می‌تواند کابینه وزیران را دو بار در هر چلسه گفتگو برای یک ساعت دعوت کند.

## افتتاحیه هفتمین دور مجلس
توکایف در ۱۵ ژانویه ۲۰۲۱ اولین دیدار رسمی خود را با نمایندگان مجلس انجام داد
جلسه مجلس جدید با شرکت ۹۹ تن از نمایندگان در ۱۵ ژانویه ۲۰۲۱ تشکیل شد. پس از کناره‌گیری مجلس قدیم در دهم ژانویه مطابق قانون اساسی توکایف عسکر مامین را به پست نخست‌وزیری منصوب کرد. نامزدی مامین توسط ۷۸ نماینده مجلس به غیر از حزب خلق قزاقستان (QHP) و نماینده حزب دموکرات آک ژول که از دادن رای خود به نخست‌وزیری اجتناب کردند، تأیید شد. آیکین کونگیروف رئیس QHP از دولت مامین به دلیل رویکرد دولت وی به بیماری همه گیر COVID-19 و مشکلات اقتصادی کشور انتقاد کرد. این درحالی بود که ایرینا اسمیرنووا، نماینده مجلس، در ۱۳ ژانویه، نامزدی ریاست خود را برای کنگره حزب QHP پیشنهاد کرد.
نورلان نیگماتولین به اتفاق رئیس مجلس به همراه دو معاون جدید که انتخاب شدند به عنوان رئیس مجلس مجدداً انتخاب شدند.

### واکنش‌های بین‌المللی
روسیه - ویاچسلاو ولودین رئیس دومای دولتی روسیه به نورلان نیگماتولین رئیس مجلس تبریک گفت و اظهار داشت: «براساس ارزیابی نمایندگان دومای دولتی که در انتخابات ناظر بودند، رأی‌گیری علنی و رقابتی بود.»